# Tərtər (stad)
Tərtər (ook: Tartar) is een stad in Azerbeidzjan en is de hoofdplaats van het district Tərtər.
De stad telt 19.700 inwoners (01-01-2012).